# Java Database Connectivity
Java Database Connectivity (JDBC) är ett applikationsprogrammeringsgränssnitt (API) för programmeringsspråket Java, som definierar hur en klient kan komma åt en databas. 
Java Database Connectivity är en Java-baserad datatillgångsteknik som används för Java-databasanslutning. Det är en del av Java Standard Edition-plattformen från Oracle Corporation. Den tillhandahåller metoder för att fråga och uppdatera data i en databas och är inriktad på relationsdatabaser. En JDBC-till-ODBC-bro möjliggör anslutningar till alla ODBC-tillgängliga datakällor i värdmiljön Java Virtual Machine (JVM).